# Aeroporto di Qostanay
L'aeroporto di Qostanay, o aeroporto di Kostanay Narimanovka (russo: Костанай Наримановка аэропорт) (IATA: KSN, ICAO: UAUU) è un aeroporto kazako situato a circa 5 chilometri a ovest della città di Qostanay, nell'omonima regione, nell'estremo nord del Paese, verso il confine con la Russia. La struttura è dotata di una pista di asfalto lunga 2484 m, l'altitudine è di 181 m, l'orientamento della pista è RWY 15-33. L'aeroporto è aperto al traffico commerciale 24 ore al giorno.